# Рудзитис, Марис Карлович
Марис Рудзитис (латыш. Māris Rudzītis, 19 декабря 1932, Рига — 24 июля 1973, Рига) — советский, латвийский кинорежиссёр и оператор.

## Биография
Обучался во ВГИКе, на операторском факультете, в мастерской Леонида Косматова.
После окончания ВГИКа (в 1956 году) пришёл работать на Рижскую киностудию. Фильм «Сын рыбака», где он был оператором, получил Поощрительный диплом на Всесоюзном кинофестивале (1958). Через год, в Риге, получил приз за операторскую работу в фильме «Повесть о латышском стрелке».
Первым фильмом, снятым на новой площадке Рижской киностудии, стал «День без вечера», режиссёрский дебют М. Рудзитиса. За ним последовали работы в режиссуре и написании сценариев. Не была оставлена и основная профессия — он был оператором-постановщиком на съёмках фильмов Армия «Трясогузки» (1964) и «Тобаго» меняет курс (1966).
Похоронен в Риге на Лесном кладбище.

## Фильмография
- 1956 — Причины и следствия — оператор
- 1957 — Сын рыбака — оператор
- 1957 — Рита — оператор
- 1958 — Повесть о латышском стрелке — оператор
- 1959 — Илзе — оператор
- 1960 — На пороге бури — оператор
- 1961 — Обманутые — режиссёр
- 1962 — День без вечера — режиссёр
- 1964 — Армия «Трясогузки» — оператор
- 1965 — «Тобаго» меняет курс  — оператор
- 1967 — Жаворонки прилетают первыми — режиссёр
- 1969 — Лучи в стекле — оператор
- 1972 — Илга-Иволга — оператор
- 1973 — Олег и Айна — оператор